# Osera de Ebro
Osera de Ebro ist ein Ort und eine Gemeinde (municipio) mit 428 Einwohnern (Stand: 2024) in der spanischen Provinz Saragossa der Autonomen Gemeinschaft Aragonien. Zur Gemeinde gehört der kleine Weiler Aguilar de Ebro.

## Lage und Klima
Osera de Ebro liegt etwa 27 Kilometer (Luftlinie) ostsüdöstlich des Stadtzentrums der Provinzhauptstadt Saragossa in einer Höhe von ca. 175 m am Ebro. Das Klima ist gemäßigt; Regen (ca. 381 mm/Jahr) fällt mit Ausnahme der eher trockenen Sommermonate übers Jahr verteilt.

## Bevölkerungsentwicklung
| 1900 | 1910 | 1920 | 1930 | 1940 | 1950 | 1960 | 1970 | 1981 | 1991 | 2001 | 2011 | 2021 |
| ---- | ---- | ---- | ---- | ---- | ---- | ---- | ---- | ---- | ---- | ---- | ---- | ---- |
| 497  | 529  | 546  | 537  | 539  | 404  | 407  | 348  | 320  | 346  | 357  | 449  | 395  |

## Sehenswürdigkeiten

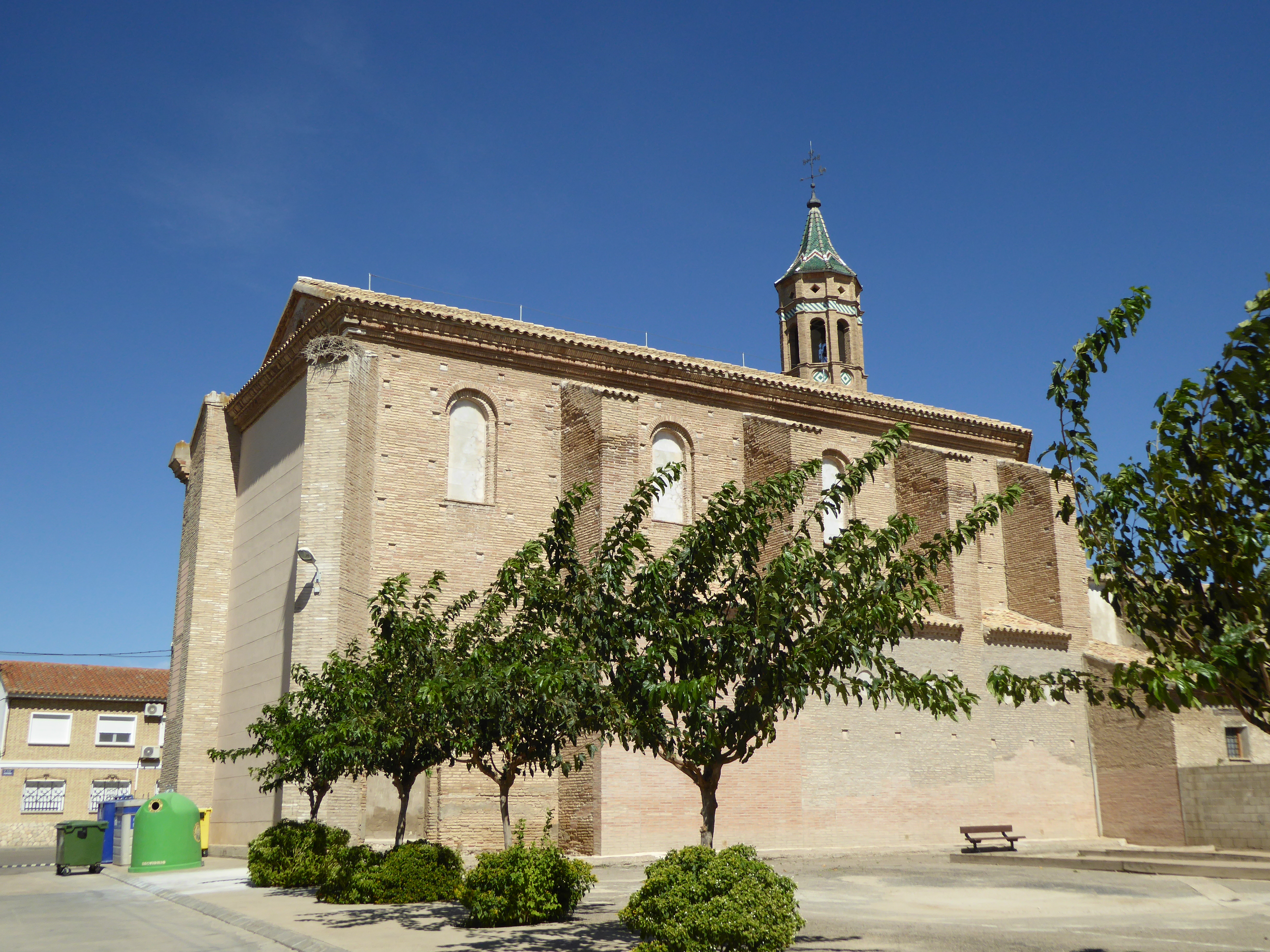
Kirche Santa Engracia
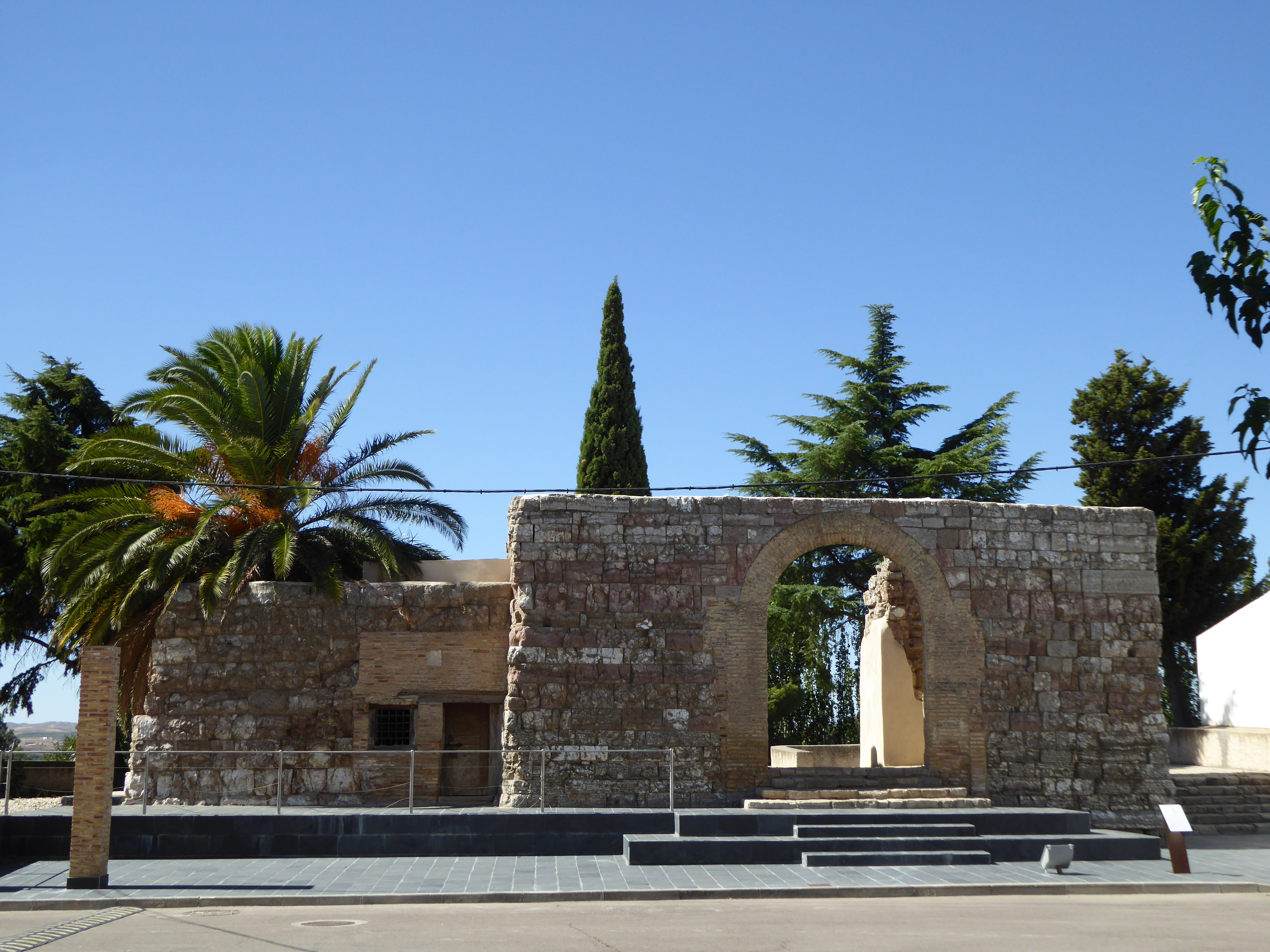
Reste der Burg von Osera de Ebro
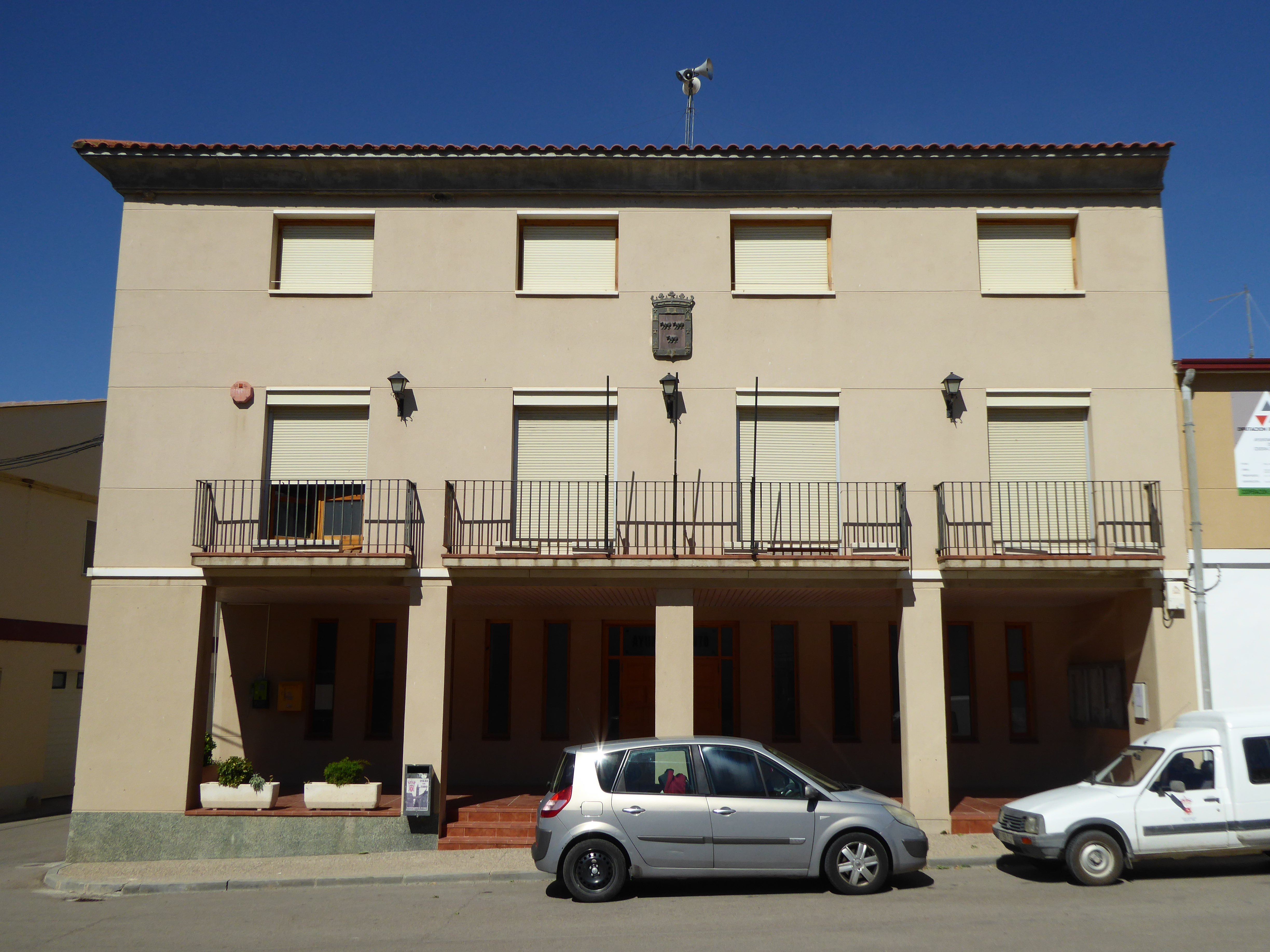
Rathaus

- Kirche Santa Engracia
- Burgreste
- Rathaus